# Внешний долг
Вне́шний долг — суммарные денежные обязательства государства, выражаемые денежной суммой, подлежащей возврату внешним кредиторам на определённую дату, то есть общая задолженность страны по внешним займам и невыплаченным по ним процентам. Может взиматься:
- правительством страны и субъектами федерации (руководством областей и городов)
- кредитно-финансовыми организациями (банками, фондами)
- напрямую крупными предприятиями страны
- у кредитно-финансовых организаций других стран

В современной редакции Бюджетного кодекса Российской Федерации, под внешним долгом понимаются все долги в иностранной валюте. Зачастую такие долги могут передаваться регионам, в том числе в виде государственных программ. В данном случае долг подсчитывается при первичной передаче, чтобы избежать учёта одного заимствования повторно.

## Валовой внешний долг
Валовой внешний долг (ВВД) представляет собой непогашенную сумму Нацбанка, и негосударственный (банков, национальных и акционерных компаний, в том числе нефтяных компаний – у своих материнских зарубежных компаний).

## Инструменты внешнего заимствования
- Прямые займы у мировых кредитно-финансовых организаций: Парижский клуб, Всемирный банк, МВФ
- Выпуск облигаций

## Связь с другими макроэкономическими показателями
Обычно, говоря о внешнем долге, приводят его сравнение с объемом ВВП.